# Carme Figueras
Carme Figueras i Siñol (Molins de Rey, Barcelona, 12 de julio de 1955) es una política española. Desde marzo de 2022 es consejera de la Corporación Catalana de Medios Audiovisuales. De 2010 a 2022 ha sido miembro del Consejo Audiovisual de Cataluña. Ha sido diputada en el Parlamento de Cataluña en la V Legislatura (1995-2010) y en el Congreso de los Diputados en la V Legislatura (1993-1995). 

## Biografía
Diplomada en ciencias físicas por la Universidad de Barcelona, es técnica de la Administración Local. Miembro del Consejo Nacional del PSC-PSOE y de la Comisión Ejecutiva de la comarca del Bajo Llobregat desde 1983, fue escogida regidora al ayuntamiento de Molins de Rey en las elecciones municipales españolas de 1983, cargo que renovó en las elecciones municipales españolas de 1987, 1991, 1995, 1999 y 2003. 
En las elecciones generales españolas de 1993 fue escogida diputada por Barcelona al Congreso de los Diputados, donde ha sido vocal de la Comisión de Régimen de las Administraciones Públicas, de la Comisión de Sanidad y Consumo y de la Comisión Mixta de los Derechos de la Mujer, pero dimitió el 12 de diciembre de 1995 para presentarse a las elecciones del Parlamento de Cataluña de 1995. Ha sido diputada en el Parlamento de Cataluña en las elecciones de 1999, 2003 y 2006. Fue consejera de Bienestar y Familia en 2006 y portavoz adjunta del PSC-CpC. De 2010 a 2022 fue miembro del Consejo del Audiovisual de Cataluña donde fue donde fue vicepresidenta, coordinadora de la Comisión de Prestadores y Normativa, coordinadora de la Comisión de Relaciones con la Sociedad y Educación en Comunicación Audiovisual, consejera responsable del ámbito de Infancia, responsable del ámbito de Género y presidenta de la Mesa para la Diversidad en el Audiovisual. En marzo de 2022 fue designada miembro del Consejo de Gobierno de la Corporación Catalana de Medios Audiovisuales.